# حامد سنو
حامد سنّو (ولد 25 أبريل 1988) مغني أمريكي لبناني بفرقة الروك البديل مشروع ليلى اللبنانية.

## السيرة المهنية
بدأ سنّو الغناء ولا يزال مع فرقة مشروع ليلى عام 2008 بينما كان يدرس تصميم الجرافيك في الجامعة الأمريكية في بيروت، وهو مغن مؤلف بالفرقة التي تتكون من 5أعضاء، وحتى الآن فكل الألبومات التي صدرت للفرقة هي من غنائه، ويستغل سنّو في بعض الأغاني «ميغافون» -مكبر صوت- لإضافة انطباع من نوع احتجاجي، وأصوات أخرى حسب الأغنية.
إضافة لكتابة الأغاني وتأديتها، يتولى سنّو مهمة التصميم الغرافيكي للفرقة، ولأعمال أخرى أيضًا مثل تصميم شعار المسلسل الدرامي الأول على الويب والحائز على جائزة إيمي «الشنكبوت».
يقول سنّو، أنه يهتم باستغلال الشهرة لدعم حملات الصحة العامة، فشارك في حملة مؤسسة «إدراك» اللبنانية بحملة «فكّر الصحة، نفسية كمان» التي تهدف للاهتمام بالصحة النفسية.

## حياته الشخصية
ولد سنّو في بيروت في الخامس والعشرون من أبريل سنة 1988 وترعرع فيها، وتخرج من الجامعة الأميركية في بيروت بقسم تصميم الجرافيك. يعلن سنّو بميوله المثلية حتى قبل تأسيس فرقة مشروع ليلى الأمر الذي عرضه للكثير من المضايقات.
في يونيو 2016، وعلى خلفية هجوم أورلاندو قال سنّو أنه كان يفكر في الانتقال إلى الولايات المتحدة وتبني طفل غير أنه قد خاب أمله بفعل رهاب المثلية والعنصرية التي واجهها خلال جولات فرقته الغنائية.

## روابط خارجية
- حامد سنو على موقع IMDb (الإنجليزية)
- حامد سنو على موقع ديسكوغز (الإنجليزية)